# Herttuanjärvi (sjö i Tammela, Egentliga Tavastland)
Herttuanjärvi är en sjö i kommunen Tammela i landskapet Egentliga Tavastland i Finland. Arean är 33 hektar och strandlinjen är 2,68 kilometer lång. Sjön  ingår i Kumo älvs huvudavrinningsområde.   Den ligger omkring 45 km sydväst om Tavastehus och omkring 77 km nordväst om Helsingfors. 